# Iraanse voetbalbond
De Football Federation Islamic Republic of Iran (afkorting: FFIRI) is de Iraanse voetbalbond en werd opgericht in 1945. De bond organiseert het Iraans voetbalelftal en het professionele voetbal in Iran (onder andere het Iran Pro League). De voorzitter is Ali Kafashian. De FFIRI is aangesloten bij de FIFA sinds 1945 en bij de AFC sinds 1958.